# Slowly We Rot
Slowly We Rot (en español: Lentamente nos pudrimos), es el primer disco de estudio de la banda death metal Obituary, es considerado su trabajo más rápido, pesado y brutal en general. Este disco es una de las primeras muestras del death metal, junto a otros trabajos de otras bandas como, Possessed, Death, Morbid Angel, Napalm Death, etc. Slowly We Rot fue editado y lanzando en 1989 y relanzado en 1997 por la discográfica Roadrunner Records.

## Listado de pistas
Todas las canciones compuestas por Obituary y letras escritas por John Tardy.
1. "Internal Bleeding" – 3:01
2. "Godly Beings" - 1:55
3. "'Til Death" – 3:56
4. "Slowly We Rot" – 3:36
5. "Immortal Visions" – 2:25
6. "Gates to Hell" – 2:49
7. "Words of Evil" – 1:55
8. "Suffocation" – 2:35
9. "Intoxicated" – 4:40
10. "Deadly Intentions" – 2:09
11. "Bloodsoaked" – 3:11
12. "Stinkupuss" – 2:59

## Créditos
- John Tardy - Voz principal
- Donald Tardy - Percusiones
- Allen West - Guitarra principal
- Trevor Peres - Guitarra rítmica
- Daniel Tucker - bajo